# 샤를 테오도르 밀로
샤를 테오도르 밀로(1829년 6월 28일 – 1889년 5월 17일)는 프로이센-프랑스 전쟁(1870-71)과 통킹 원정(1883-86)에서 두각을 드러낸 프랑스 장군이었다. 박닌(1884년 3월)과 흥호아에서의 승리는 베트남 북부에서 프랑스와 청나라 사이의 2년 동안 선전포고되지 않은 전쟁을 종식시켰으며, 1884년 5월 11일 양국 간의 톈진 협약의 종결을 위한 길을 열었다. 밀로는 1884년 8월 23일 청불 전쟁이 발발한 직후 통킹 원정 여단 사령관을 사임하고 프랑스로 돌아왔다.

## 통킹 원정대 사령관
1884년 초, 프랑스와 아프리카 식민지에서 상당한 보강이 이루어지면서 원정대 군단이 10,000명 이상으로 증가했다. 새로운 사령관인 사단장 샤를 테오도르 밀로는 이 부대를 2개의 여단으로 조직했다. 1여단의 지휘는 여단장 루이 브리에르 드 리즐에게 맡겼으며, 그는 세네갈 전 총독(1,827년 ~ 1,896년)으로 자신의 명성을 쌓았다. 2여단은 최근 알제리에서 아랍 반란을 진압한 카리스마 넘치는 젊은 외국 군단 사령관인 여단장 프랑수아 드 네그리에(1842 ~ 1913)에게 지휘를 맡겼다.
밀로는 1884년 2월부터 9월까지 8개월 동안 원정군을 지휘했다. 지휘 기간 동안 박닌과 흥호아(1884년 3월과 4월 4일)를 점령하기 위한 두 가지 주요 원정과 타이응우옌과 뚜옌꽝을 점령하기 위한 두 가지 주요 원정을 꾸렸다. (1884년 5월과 6월). 박닌 원정에서 그는 서연욱의 광서군과의 대결에서 승리를 거두었다. 흥호아의 점령에서 그는 유영복을 병력 손실없이, 강력한 수비병들의 측면을 공격했다. 통킹의 여름 더위에 랑선을 점령하기 위해 분견대를 보내는 것에 대해 격렬하게 논쟁했기 때문에, 그는 박러 매복(1884년 6월)의 상황에 대한 공식 조사로부터 상처를 입지 않았다.
밀로는 많은 원정군 사령관 중 가장 성공한 인물이었지만, 휘하 장교들과 부하들로부터는 인기가 없었다. 그들은 사령관을 지나치게 소심하고 생각했다. 중요한 것은 드 네그리에 장군에게 박닌 원정에서 패배한 청나라군에 대한 추격을 중단하도록 한 결정은 타당한 군사적 이유가 있었음에도 불구하고 그에게 불리하게 받아들여졌다. 부대에서는 세 장군에게 냉소적인 베트남어 별명을 붙였다. 네그리에는 마오렌(빨리!), 브리에르 드 리즐에겐 만만(천천히!), 밀로에겐 또이또이(멈춰!)라고 불렀다.
통킹에서 밀로의 경력은 씁쓸하게 끝났다. 건강이 나빠졌고, 프랑스 정부가 박러 매복을 청나라와의 전쟁의 구실로 이용하려는 것에 실망한 그는 1884년 9월 사직서를 제출했다. 마지막 통지문에서 자신을 ‘병들고, 실망스런 남자’'라고 묘사했다.

## 참고자료
- Huard, La guerre du Tonkin (Paris, 1887)
- Huguet, L., En colonne: souvenirs de l'Extrême-Orient (Paris, 1888)
- Lung Chang [龍章], Yueh-nan yu Chung-fa chan-cheng [越南與中法戰爭, Vietnam and the Sino-French War] (Taipei, 1993)
- Thomazi, A., Histoire militaire de l'Indochine française (Hanoi, 1931)
- Thomazi, A., La conquête de l'Indochine (Paris, 1934)